# Тёпфер, Клаус
Клаус Тёпфер (нем. Klaus Töpfer; 29 июля 1938 — 8 июня 2024) — немецкий политик и эксперт в области защиты окружающей среды. В период с 1998 по 2006 год занимал пост исполнительного директора Программы ООН по окружающей среде (ЮНЕП).

## Биография
Изучал экономику в Майнце, Франкфурте и Мюнстере. В 1968 году защитил докторскую в Мюнстерском университете. После работы правительственным служащим, профессором и советником развития политики он становится в 1985 году Министром Защиты Окружающей Среды и Здоровья в региональном правительстве земли Рейнланд-Пфальц. В 1987 году занимает должность Министра по охране окружающей среды, охраны природы и ядерной безопасности в правительстве Гельмута Коля. И находится на ней вплоть до 1994 года, когда его меняет Ангела Меркель. С 1994 по 1998 год Тёпфер работает Федеральным министром Регионального Планирования, Строительства и Городского Развития. Кроме этого, он был членом Бундестага с 1990 по 1998, и входил в состав руководящего комитета Христианско-Демократического Союза с 1992 по 1998.
В 1998 году Генеральным Секретарём Организации Объединённых Наций Тёпфер был назначен Генеральным Директором офиса ООН в Найроби. А также исполнительным директором Программы ООН по окружающей среде (ЮНЕП). В должности директора ЮНЕП он сыграл ключевую роль в измерении ущерба и ликвидации последствий разрушительного азиатского цунами 2004 года.
В феврале 2009 года Тёпфер возглавил институт углубленного изучения климата, системы Земли и науки устойчивости, который занимается спектром исследований от проблем климата до стабилизации экономики. Институт расположен в Потсдаме и финансируется федеральным министерством образования и исследований.
Почётный профессор китайского университета Тунцзи (1997) и Тюбингенского университета (2005).
Удостоен почётных докторских степеней, вручители - BTU Cottbus (1998), Свободный университет Берлина и Университет Дуйсбург-Эссен (оба - 2002), Ганноверский университет (2003), швейцарская Федеральная политехническая школа Лозанны (2005), Фрайбергская горная академия (2007), Технический университет Кайзерслаутерна (2011).
Награждён Орденом за заслуги перед ФРГ (Кавалерский крест, Офицерский крест, оба - 1986; Командорский крест - 1990).
Умер 8 июня 2024 года в возрасте 85 лет.
Другие отличия
- 1987 Leibniz-Medaille, Академия наук и литературы в Майнце
- 1993 Goldene Blume von Rheydt
- 1999 EuroNatur-Preis
- 2002 Немецкая экологическая премия от Немецкого экологического фонда (DBU) (Environment Prize (German Environment Foundation)[англ.])
- 2003 Орден «Данакер» (17 января 2003 года, Кыргызстан) — за особый вклад в научное и практическое решение экологических проблем в Кыргызстане, активное содействие проведению Международного года гор и Бишкекского глобального горного саммита[3]
- 2003 Grosser Binding-Preis für Natur- und Umweltschutz
- 2004 Johannes Gutenberg-Stiftungsprofessur, Майнцский университет
- 2004 Christopher Ernest Barthel Jr Award, IUAPPA[англ.][4]
- 2005 Премия Теодора Хойса
- 2005 Почётная медаль Дага Хаммаршёльда от Немецкого общества Объединенных Наций
- 2005 «Золотой лот» союза Немецких геодезистов
- 2008 Премия Германа Элера от общества Германа Элера в Киле

## Публикации
- Тёпфер, К., Бауэр, Ф. Arche in Aufruhr: was wir tun können, um die Erde zu retten (нем.). — Франкфурт-на-Майне: Fischer, 2007. — 231 S. — ISBN 978-3-10-003702-2.